# نعره
نعره (به عربی: نعرة) یک روستا در سوریه است که در استان حمص واقع شده‌است. نعره ۲٬۳۳۷ نفر جمعیت دارد.